# Ококвон (Вирџинија)
Ококвон (енгл. Occoquan) град је у америчкој савезној држави Вирџинија. По попису становништва из 2010. у њему је живело 934 становника.

## Демографија
Према попису становништва из 2010. у граду је живело 934 становника, што је 175 (23,1%) становника више него 2000. године.
| Група             | 2000.       | 2010.       |
| Белци             | 615 (81,0%) | 739 (79,1%) |
| Афроамериканци    | 62 (8,2%)   | 108 (11,6%) |
| Азијати           | 12 (1,6%)   | 31 (3,3%)   |
| Хиспаноамериканци | 49 (6,5%)   | 37 (4,0%)   |
| Укупно            | 759         | 934         |